# 正親町雅子
正親町 雅子（享和3年11月1日（1803年12月14日） - 安政3年7月6日（1856年8月6日））、江戶時代後期的女院。父為正親町實光。生母為四辻千榮子。

## 生平
1820年（文政3年）進入仁孝天皇的後宮任權典侍一職，翌年1821年（文政4年）升任典侍。1842年（天保13年）敘正五位下。翌1843年（天保14年）開始被稱作藤大納言局。1850年（嘉永3年）准三后及院號宣下，稱新待賢門院。